# Jobi McAnuff
Joel Joshua Frederick Dave McAnuff, detto Jobi (Londra, 9 novembre 1981), è un ex calciatore giamaicano, di ruolo centrocampista.

## Carriera

### Club
Inizia la sua carriera calcistica al Wimbledon Football Club, dove arriva nel 2001.
Nel gennaio del 2004, anche per volontà del manager Alan Pardew, approda al West Ham United, dove ritrova i suoi compagni di squadra del Wimbledon, Nigel Reo-Coker, Adam Nowland e David Connolly.
Nel suo periodo nel club londinese ha giocato 14 partite di campionato.
Al fine di generare fondi per gli acquisti futuri, Alan Pardew è stato costretto a vendere McAnuff al Cardiff City per 250.000 sterline, trasferimento avvenuto il 12 agosto 2004. Il suo primo gol lo ha segnato contro la sua ex squadra, il West Ham United, nella partita di campionato vinta per 4-1.
Nell'estate del 2005 si unisce al Crystal Palace per 600.000 sterline. Nella sua prima stagione con il club, colleziona 43 presenze e 8 gol. Le sue notevoli prestazioni hanno suscitato l'interesse di varie squadre, tra le quali il Watford, il Bolton e il Charlton Athletic. Tuttavia, è stato annunciato durante la sessione estiva del calciomercato che egli sarebbe rimasto al Crystal Palace un'altra stagione.
Nel giugno del 2007 passa al Watford, per la cifra di 1.750.000 sterline.
Nella prima metà della stagione non trova subito il posto da titolare a causa dell'arrivo di Adam Johnson in prestito dal Middlesbrough. Dopo il prestito di Johnson, che si è concluso prematuramente nel mese di novembre, si conquista definitivamente il posto da titolare, riuscendo a giocare con continuità.
Il 27 agosto 2009, viene acquistato dal Reading per una cifra sconosciuta. Fece il suo debutto il 26 settembre 2009 contro il Watford, sua ex squadra. Ha segnato il suo primo gol il 31 ottobre 2009 in una partita di campionato vinta per 3-1 contro il Coventry City.. Il 7 luglio 2011, rinnova il contratto che lo terrà al club fino al 2014.

### Nazionale
Conta una rete nella Nazionale giamaicana.
Il 24 maggio 2016 viene incluso dal CT Winfried Schäfer tra i 23 convocati che parteciperanno alla Copa América Centenario negli Stati Uniti.

## Statistiche

### Presenze e reti nei club
Statistiche aggiornate al 27 marzo 2017.
| Stagione              | Squadra               | Campionato            | Campionato | Campionato | Coppe nazionali | Coppe nazionali | Coppe nazionali | Coppe continentali | Coppe continentali | Coppe continentali | Altre coppe | Altre coppe | Altre coppe | Totale | Totale |
| Stagione              | Squadra               | Comp                  | Pres       | Reti       | Comp            | Pres            | Reti            | Comp               | Pres               | Reti               | Comp        | Pres        | Reti        | Pres   | Reti   |
| --------------------- | --------------------- | --------------------- | ---------- | ---------- | --------------- | --------------- | --------------- | ------------------ | ------------------ | ------------------ | ----------- | ----------- | ----------- | ------ | ------ |
| 2001-2002             | Wimbledon             | FD                    | 38         | 4          | FACup+CdL       | 2+0             | 0               | -                  | -                  | -                  | -           | -           | -           | 40     | 4      |
| 2002-2003             | Wimbledon             | FD                    | 31         | 4          | FACup+CdL       | 1+2             | 1+1             | -                  | -                  | -                  | -           | -           | -           | 34     | 6      |
| 2003-gen. 2004        | Wimbledon             | FD                    | 27         | 5          | FACup+CdL       | 3+0             | 0               | -                  | -                  | -                  | -           | -           | -           | 30     | 5      |
| Totale Wimbledon      | Totale Wimbledon      | Totale Wimbledon      | 96         | 13         |                 | 8               | 2               |                    | -                  | -                  |             | -           | -           | 104    | 15     |
| gen.-giu. 2004        | West Ham              | FD                    | 12+1       | 1          | FACup+CdL       | -               | -               | -                  | -                  | -                  | -           | -           | -           | 13     | 1      |
| ago. 2004             | West Ham              | FLC                   | 1          | 0          | FACup+CdL       | 0               | 0               | -                  | -                  | -                  | -           | -           | -           | 1      | 0      |
| Totale West Ham       | Totale West Ham       | Totale West Ham       | 13+1       | 1          |                 | 0               | 0               |                    | -                  | -                  |             | -           | -           | 14     | 1      |
| 2004-2005             | Cardiff City          | FLC                   | 43         | 2          | FACup+CdL       | 2+3             | 1+0             | -                  | -                  | -                  | -           | -           | -           | 48     | 4      |
| 2005-2006             | Crystal Palace        | FLC                   | 41+2       | 7          | FACup+CdL       | 2+2             | 1+0             | -                  | -                  | -                  | -           | -           | -           | 47     | 8      |
| 2006-2007             | Crystal Palace        | FLC                   | 34         | 5          | FACup+CdL       | 2+0             | 1               | -                  | -                  | -                  | -           | -           | -           | 36     | 6      |
| Totale Crystal Palace | Totale Crystal Palace | Totale Crystal Palace | 75+2       | 12         |                 | 6               | 2               |                    | -                  | -                  |             | -           | -           | 83     | 14     |
| 2007-2008             | Watford               | FLC                   | 39+2       | 2          | FACup+CdL       | 2+0             | 0               | -                  | -                  | -                  | -           | -           | -           | 43     | 2      |
| 2008-2009             | Watford               | FLC                   | 40         | 3          | FACup+CdL       | 3+2             | 0               | -                  | -                  | -                  | -           | -           | -           | 45     | 3      |
| ago. 2009             | Watford               | FLC                   | 3          | 0          | FACup+CdL       | 0+1             | 0               | -                  | -                  | -                  | -           | -           | -           | 4      | 0      |
| Totale Watford        | Totale Watford        | Totale Watford        | 82+2       | 5          |                 | 8               | 0               |                    | -                  | -                  |             | -           | -           | 92     | 5      |
| 2009-2010             | Reading               | FLC                   | 36         | 3          | FACup+CdL       | 5+0             | 0               | -                  | -                  | -                  | -           | -           | -           | 41     | 3      |
| 2010-2011             | Reading               | FLC                   | 40+3       | 4+1        | FACup+CdL       | 4+0             | 0               | -                  | -                  | -                  | -           | -           | -           | 47     | 5      |
| 2011-2012             | Reading               | FLC                   | 40         | 5          | FACup+CdL       | 1+1             | 0               | -                  | -                  | -                  | -           | -           | -           | 42     | 5      |
| 2012-2013             | Reading               | PL                    | 38         | 0          | FACup+CdL       | 1+2             | 1+0             | -                  | -                  | -                  | -           | -           | -           | 41     | 1      |
| 2013-2014             | Reading               | FLC                   | 35         | 2          | FACup+CdL       | 0               | 0               | -                  | -                  | -                  | -           | -           | -           | 35     | 2      |
| Totale Reading        | Totale Reading        | Totale Reading        | 189+3      | 14+1       |                 | 14              | 1               |                    | -                  | -                  |             | -           | -           | 206    | 16     |
| 2014-2015             | Leyton Orient         | FL1                   | 34         | 3          | FACup+CdL       | 0+2             | 0               | -                  | -                  | -                  | FLT         | 2           | 0           | 38     | 3      |
| 2015-2016             | Leyton Orient         | FL2                   | 17         | 3          | FACup+CdL       | 2+0             | 0               | -                  | -                  | -                  | FLT         | 0           | 0           | 19     | 3      |
| Totale Leyton Orient  | Totale Leyton Orient  | Totale Leyton Orient  | 51         | 6          |                 | 4               | 0               |                    | -                  | -                  |             | 2           | 0           | 57     | 6      |
| 2016-2017             | Stevenage             | FL2                   | 25         | 4          | FACup+CdL       | 0+2             | 0               | -                  | -                  | -                  | FLT         | 0           | 0           | 27     | 4      |
| Totale carriera       | Totale carriera       | Totale carriera       | 574+8      | 57+1       |                 | 47              | 6               |                    | -                  | -                  |             | 2           | 0           | 631    | 65     |

## Palmarès

### Club

#### Competizioni nazionali
- Football League Championship: 1

Reading: 2011-2012
- National League: 1

Leyton Orient: 2018-2019